# 克拉克號驅逐艦 (DD-361)
克拉克號驅逐艦（舷號DD-361）是一艘隸屬於美國海軍的驅逐艦，為波特級驅逐艦的六號艦。她以美國海軍少將查理斯·克拉克（Charles Edgar Clark）為名。
克拉克號於1934年1月2日開始建造，在1935年10月15日下水，1936年5月20日服役。克拉克號起初在大西洋執勤，在1940年調駐太平洋珍珠港。日軍突襲珍珠港後，克拉克號主要在南太平洋和南美洲海域負責護航任務，隨後在1944年調到北大西洋，直到歐戰結束。戰後克拉克號在1945年退役除籍，並在1946年出售拆解。
克拉克號在二戰共獲得兩枚戰鬥之星。